# Jadugoda
Jadugoda (ou Jadugora) est une ville du district de Purbi Singhbhum dans l'état du Jharkhand en Inde.
Sa population était de 19 003 habitants en 2001.
A proximité se trouve la mine d'uranium de Jadugoda, exploitée depuis 1967 par la société Uranium Corp. De nombreux cas de malformation physique d'enfants de Jadugoda et des environs ont été rapportés,. La mine a été fermée en 2014 mais l'exploitation a repris en 2018.